# 篠藤ゆり
篠藤 ゆり（しのとう ゆり、1957年 - ）は、日本の小説家、文筆家。

## 人物
福岡県生まれ。本名・由里。国際基督教大学卒業後、コピーライターとして広告代理店に勤務。退社後、世界各地を旅する生活を経て、1991年「ガンジーの空」で海燕新人文学賞受賞（篠藤由里の名）。以後、おもに旅と食のエッセイを雑誌等で執筆。また戯曲「どん底・桜貝篇」（新宿梁山泊版、梶原涼との共著）も執筆した。

## 著書
- 『旅する胃袋』アートン 2002.7　幻冬舎文庫、2012
- 『音よ、自由の使者よ。 イムジン河への前奏曲』アートン 2002.10
- 『食卓の迷宮』アートン 2004.10
- 『岡本太郎 岡本敏子が語るはじめての太郎伝説』（聞き手）アートン 2006.7
- 『ルポ シニア婚活』(幻冬舎新書)2019